# Smila, Hmilnîk
Smila (în ucraineană Сміла) este un sat în comuna Petrîkivți din raionul Hmilnîk, regiunea Vinnița, Ucraina.

## Demografie
Componența lingvistică a localității Smila
     Ucraineană (98,92%)
     Alte limbi (1,08%)
Conform recensământului din 2001, majoritatea populației localității Smila era vorbitoare de ucraineană (98,92%), existând în minoritate și vorbitori de alte limbi.